# Kalophrynus sinensis
Kalophrynus sinensis es una especie de anfibio anuro de la familia Microhylidae.

## Distribución geográfica
Esta especie es endémica de las Filipinas. Habita en Samar, Leyte, Dinagat, Siargao, Bohol, Camiguin, Mindanao y Basilan.

## Descripción
Los machos miden de 34.9 a 41.6 mm y las hembras de 39.4 a 45.7 mm.

## Etimología
El nombre de su especie, compuesto de sin[a] y el sufijo latín -ensis, significa "que vive, que habita", y le fue dado en referencia al lugar de su supuesto pero erróneo descubrimiento, China.

## Publicación original
- Peters, 1867 : Herpetologische Notizen. Monatsberichte der Königlichen Preussischen Akademie der Wissenschaften zu Berlin, vol. 1867, p. 13-37[3]